# Ізе (Хузестан)
Ізе (перс. ايذه) — місто на південному заході Ірану, в остані Хузестан. Адміністративний центр шагрестану Ізе.

## Географія і клімат

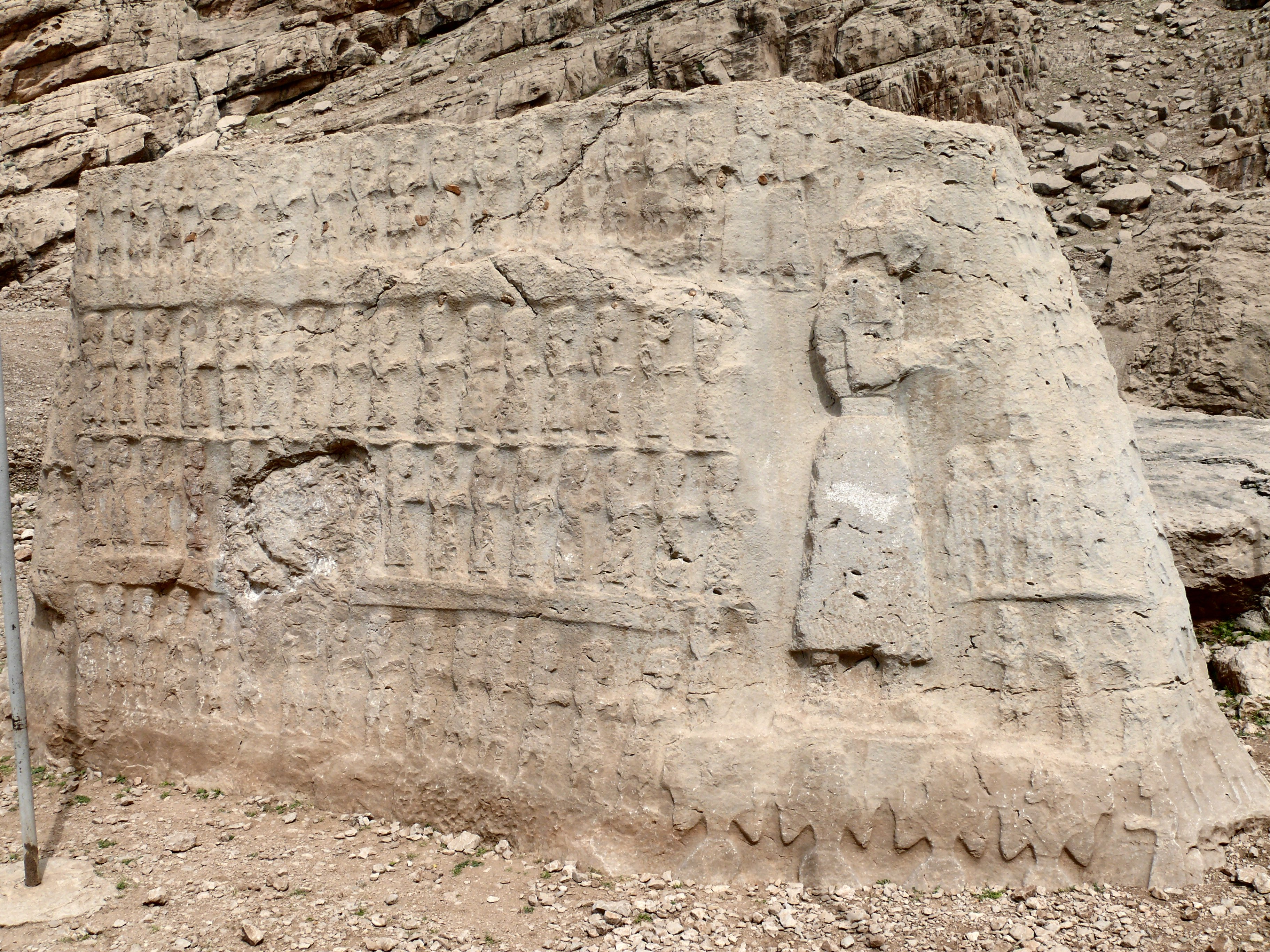
Барельєф із зображенням релігійних сцен

Місто знаходиться на північному сході Хузестана, у гірській місцевості західного Загросу, на висоті 824 м над рівнем моря. Ізе розташоване на відстані близько 120 км на північний схід від Ахваза, адміністративного центру остану і на відстані 190 км на північний захід від Ісфагана. У весняно-літній період переважає помірний м'який тип клімату; однак, зими в Ізе одні з найхолодніших в усьому Хузестані. Ізе є значущим регіональним сільськогосподарським центром. Головний продукт — рис. Досить розвинена також гірнича справа.

## Населення
На 2006 рік населення становило 103 695 осіб; у національному складі переважають бахтіари. 
| 1986   | 1991   | 1996   | 2006    | 2010    |
| ------ | ------ | ------ | ------- | ------- |
| 46 042 | 64 072 | 81 288 | 103 695 | 114 509 |

## Історія
Місто виникло як центр невеликого гірського царства Айяпір (Ayapir), територію якого, було правителі Еламу включили до складу своєї імперії. Від еламської епохи дійшли до наших днів низка скельних барельєфів, переважно релігійного змісту. Є також барельєфи, що зображують сцени з життя царського двору. 2008 року, з ініціативи уряду Ірану, барельєфи були запропоновані для внесення до списку об'єктів Всесвітньої спадщини ЮНЕСКО. Пізніше місто було відоме як Ізадж (Izaj), а також як Маламир (Mālamir). Свою сучасну назву Ізе отримало 1935 року.

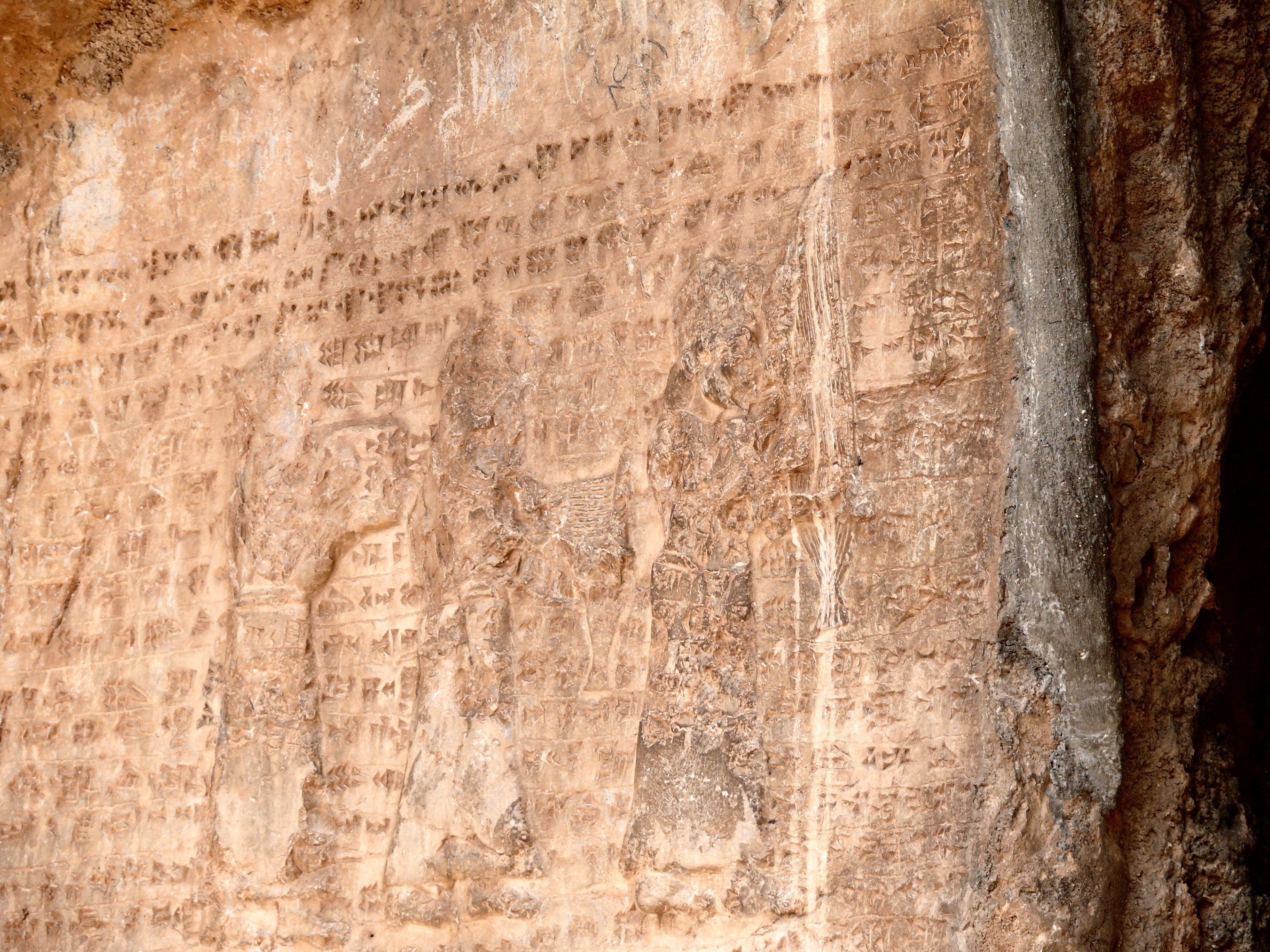
Еламський клинопис на барельєфі в Куль-е Фарасі